# Macbeth (toneelstuk)
Macbeth is de kortste tragedie van de Engelse toneelschrijver en dichter William Shakespeare. Het tussen 1603 en 1607 geschreven werk is deels gebaseerd op de waargebeurde geschiedenis van de Schotse koning Macbeth van Schotland (1005 - 1057), die op de troon kwam door in 1040 bij Elgin in Schotland koning Duncan I te doden.
Macbeth werd geschreven tijdens het koningschap van Jacobus I van Engeland die als Jacobus VI al koning van Schotland was voor hij de Engelse troon besteeg. Door zich op de Schot Macbeth te richten bracht Shakespeare hommage aan de Schotse afkomst van Jacobus I. Ook de figuur van Banquo in het toneelstuk is een verwijzing naar de historische Banquo, van wie de familie van Jacobus I beweerde af te stammen. Shakespeares voornaamste bronnen voor deze tragedie zijn de kronieken van Holinshed (Holinshed's Chronicles) uit 1587. In deze geschiedenis van Engeland, Schotland en Ierland staan de verhalen over de koningen Macbeth, Macduff en Duncan waarmee ook Shakespeares tijdgenoten vertrouwd zullen zijn geweest. Zo komt de scène met de drie heksen op de heide vrij letterlijk uit deze bron.

## Tekstgeschiedenis
Zoals vaak het geval is bij Shakespeare, zijn er geen precieze data bekend over ontstaan en eerste opvoering van het toneelstuk. Hoewel de tekst dateert van omstreeks 1606, werd het stuk pas in 1623 in de First Folio gepubliceerd. Er bestaan dus geen 'kwarto's' van zoals bij andere Shakespearestukken.

## Personages
- Duncan I van Schotland - Koning van Schotland
  - Malcolm III van Schotland - Duncans oudste zoon
  - Donaldbain[2]- Duncans jongste zoon
- Macbeth - Generaal in het leger van koning Duncan I, Thane van Glamis.
  - Lady Macbeth - Macbeths vrouw
- Banquo - Macbeths vriend en generaal in het leger van koning Duncan I
  - Fleance - De zoon van Banquo
- Macduff - Thane van Fife
- De drie Heksen (Nornen/schikgodinnen)

## Synopsis

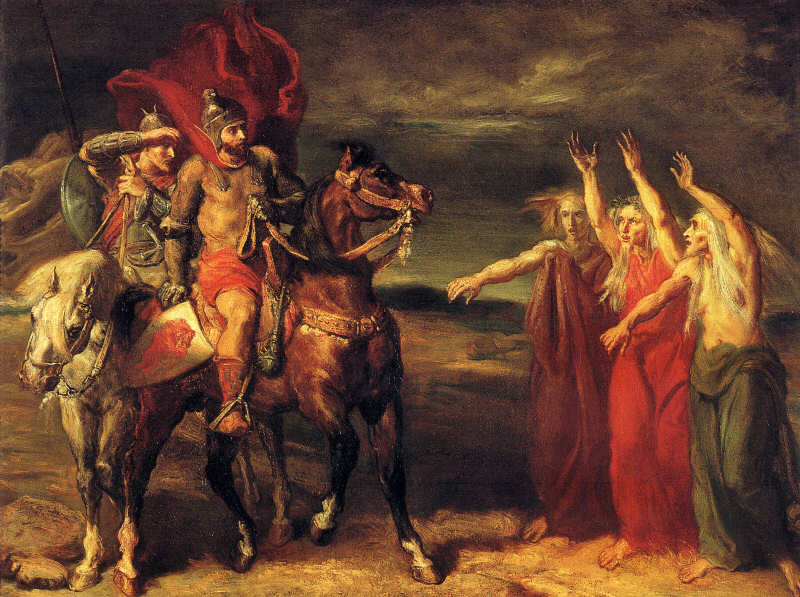
Macbeth en Banquo ontmoeten de drie heksen

De moedige Schotse generaal Macbeth krijgt van drie heksen de voorspelling te horen dat hij op een dag koning van Schotland zal worden. De voorspelling behelst echter tevens zijn ondergang. Verteerd door ambitieuze gedachten en aangezet door zijn vrouw doodt Macbeth koning Duncan en neemt bezit van de troon. Hij wordt een tirannieke heerser, overmand door angst voor het tweede deel van de voorspelling en schuldgevoel en is verplicht om zelfs nog meer te doden om zichzelf te beschermen tegen ontmaskering. Hierdoor wordt het volk onder Macduff tot opstand gedreven. Het bloedbad leidt Macbeth en zijn meedogenloze vrouw naar krankzinnigheid en ten slotte de dood. Zoals Oedipus leiden ook bij Macbeth alle pogingen de voorspelling te verhinderen slechts tot bekrachtiging van de voorspelling en het noodlot.

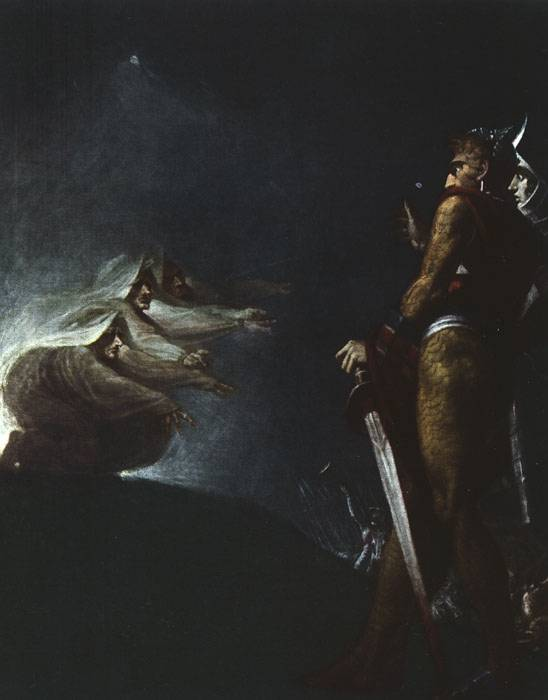
Macbeth en Banquo ontmoeten de drie Heksen door Johann Heinrich Füssli (1802)

De openingsscène speelt zich af tijdens een hevig onweer op de heide. Op een open plek tussen donder en bliksem spreken de drie heksen af dat hun volgende ontmoeting met Macbeth zal zijn. In de volgende scène rapporteert een gewonde sergeant aan koning Duncan dat zijn generaals, Macbeth en Banquo, net de legermachten van Noorwegen en Ierland hebben verslagen. Macbeth wordt daarop alvast geprezen voor zijn moed en heldendaad.
Wanneer Macbeth met zijn vriend Banquo terugkeert van de slag ontmoeten zij drie heksen die voor elk van hen een of meer voorspellingen in petto hebben. Zo krijgt Macbeth te horen dat hij Thane van Cawdor zal worden en later zelfs koning. Aan Banquo wordt voorspeld dat hij zelf geen koning zal worden, maar dat zijn nageslacht het wel zover zal brengen.
Wanneer de eerste voorspelling voor Macbeth al snel in vervulling gaat, wordt zijn ambitie gewekt. Aangespoord door zijn eerzuchtige vrouw beraamt hij een gewiekst plan om Duncan te doden. Duncans zoons Malcolm en Donaldbain weten bijtijds te ontkomen naar Engeland, evenals de trouw gebleven Macduff, de Thane van Fife. Daarop wordt Macbeth zelf koning.
Al spoedig wordt Macbeth gekweld door wroeging en slapeloosheid. Zijn vrouw spoort hem echter aan standvastig te blijven. Indachtig de voorspelling aan Banquo, besluit hij ook deze om het leven te brengen. Tijdens de aanslag weet Banquo's zoon Fleance echter te ontkomen, waardoor Macbeth in onzekerheid blijft. Vervolgens wordt Macbeth tijdens een banket bezocht door de geest van Banquo en begint hij zijn verstand te verliezen. Ook zijn vrouw heeft te lijden onder de wroeging en begint te slaapwandelen.
Macbeth besluit een nieuw bezoek te brengen aan de heksen om te horen of zij nieuwe voorspellingen voor hem in petto hebben. Zij roepen op zijn verzoek een aantal geesten op. Deze misleiden hem door hem te zeggen dat hij niet verslagen zal worden "tot het grote woud van Birnam tegen hem zal opmarcheren" en dat "niemand die uit een vrouw geboren is hem zal kunnen verslaan". Ook waarschuwen de geesten hem om op te passen voor Macduff. Aangezien deze laatste ontkomen is, ziet Macbeth geen andere uitweg dan nog meer bloed te laten vloeien. Hij laat Macduffs vrouw en kinderen vermoorden.
Wanneer Macduff dit nieuws verneemt, besluit hij, gesteund door Malcolm en de Engelse graaf Siward, met een leger op te trekken tegen Macbeth. In het bos bij het kasteel Dunsinane besluiten zij zich te camoufleren met takken. Inmiddels wordt Macbeth verder in het nauw gebracht. Hij verneemt eerst het nieuws over de dood van zijn vrouw, die op zelfmoord wijst, en daarna dat het bos zich inderdaad in de richting van het kasteel lijkt te begeven. Het leger rukt op. In de hierop volgende slag vindt een confrontatie plaats tussen Macbeth en Macduff. De eerste is als gevolg van de laatste voorspelling vol zelfvertrouwen, tot Macduff hem zegt dat hij niet op natuurlijke wijze geboren is, maar voortijdig via een keizersnede ter wereld is gekomen. Daardoor is hij in strikte zin niet uit een vrouw 'geboren'. Macbeth weet nu dat zijn laatste uur geslagen heeft. In het tweegevecht dat volgt wordt Macbeth door Macduff onthoofd.
In de slotscène wordt Malcolm gekroond tot de rechtmatige koning en keert de vrede in Schotland weer.

## Belangrijkste thema's en motieven
- ambitie
- trouw en verraad
- misleiding[3]
- slaap, dromen, voorspelling
- noodlot
- licht en duisternis
- angst
- bloed
- chaos (storm) en ziekte
- de staat, de kroon als symbool van natuurlijke orde
- mannelijkheid (de verwijten die Lady Macbeth haar echtgenoot maakt om hem te manipuleren)

## Locaties
De belangrijkste gebeurtenissen spelen zich vooral af in Macbeths kasteel te Inverness:
- Macbeth die door zijn vrouw ervan wordt overtuigd om de koning te doden (Bedrijf I, scène 7);
- Macbeth en het visioen met de dolk (II,1);
- de moord op Duncan (II,2);
- Macbeth maakt plannen voor de moord op Banquo en Fleance (III,1);
- de moord op Banquo en de vlucht van Fleance (III,3);
- Banquo's geest verschijnt aan het banket (III,4).

Hei en moerasland: 
- openingsscène met de drie heksen (Bedrijf I, scène 1)
- ontmoeting met de drie heksen die Macbeths en Banquo's toekomst voorspellen (I,3);
- de drie heksen zeggen dat Macbeth terug te zullen ontmoeten (III,5);
- voorspellingen van drie door de heksen opgeroepen geesten (IV,1).

Kasteel van Dunsinane:
- de "slaapwandelscène" van lady Macbeth (Bedrijf V, scène 1);
- Macbeth geeft het bevel om zijn wapenuitrusting te halen (V,3);
- Lady Macbeth sterft, Bernam Wood begint te 'bewegen' zoals voorspeld (V,5);
- Macduff doodt Macbeth in de strijd (V,6).

## Nederlandse vertalingen
Macbeth werd al sinds het begin van de negentiende eeuw naar het Nederlands vertaald. Gepubliceerde vertalingen zijn onder meer gemaakt door:
- Pieter Boddaert jr. (1800, een Nederlandse vertaling van de Franse bewerking door Jean-François Ducis)
- Jurriaan Moulin (1835)
- Napoleon Destanberg (de eerste Shakespeare-vertaling in Vlaanderen, 1869)
- L.A.J. Burgersdijk (1882)
- Jacobus van Looy (1900)
- Edward B. Koster (1908)
- Emiel Fleerackers S.J. (1939)
- Nico van Suchtelen (1950)
- Willy Courteaux (1959)
- Dolf Verspoor (1990)
- Guido Lauwaert (1999)
- Hugo Claus (2003)

## Adaptaties
Het stuk is diverse malen verfilmd en in televisieseries bewerkt. Bekende verfilmingen zijn die van Orson Welles uit 1948 en van Roman Polanski uit 1971. Akira Kurosawa maakte een Japanse versie van het verhaal van Macbeth met de titel Troon van bloed (1957). Bepaalde elementen uit het stuk, waaronder de voorspelling door de drie heksen, werden gebruikt in de Britse komische televisieserie Blackadder. Het bijgeloof rond het stuk vormt een running gag in de aflevering 'Sense and Senility' uit het derde seizoen.
De Noorse thrillerauteur Jo Nesbø herwerkte het stuk in 2018 naar een misdaadroman Macbeth gesitueerd in een 20ste-eeuwse industriestad. Dit kadert in het Hogarth Shakespeare project dat hedendaagse adaptaties van Shakespeares werk aanmoedigt.
Een opera van Giuseppe Verdi, gebaseerd op het stuk en met een libretto van Francesco Maria Piave, dateert uit 1847.
Macbeth geniet traditioneel onder toneelspelers een zekere beruchtheid. Opvoeringen van het stuk zouden vaak geplaagd worden door ongelukken en tegenslag. Het bijgeloof onder Engelse acteurs gaat zelfs zo ver, dat men aan het stuk refereert als 'the Scottish play' in plaats van het bij de eigen naam te noemen.

## Trivia
- Het stuk werd in 1993 door een tekenfilm van Herman en Wilfried Finkers geparodieerd; zie Macbeth (tekenfilm).
- Het stuk werd in 2000 door de Amerikaanse metalband Jag Panzer verwerkt tot een conceptalbum getiteld Thane to the Throne.
- De Sloveense muziekgroep Laibach heeft in 1990 een album uitgebracht genaamd Macbeth.